# 拓跋建
拓跋 建（たくばつ けん、生年不詳 - 452年）は、北魏の皇族。広陽簡王。

## 経歴
北魏の太武帝と伏椒房のあいだの子として生まれた。442年（太平真君3年）10月、楚王に封じられた。450年（太平真君11年）、太武帝が南征の軍を起こすと、拓跋建は一軍を率いて鍾離に進出した。451年（正平元年）12月、広陽王に改封された。452年（興安元年）11月癸未、死去した。同日に臨淮王拓跋譚も死去しており、文成帝の粛清によるものではないかとみられている。諡は簡王といった。

## 子女
- 拓跋石侯（後嗣、広陽哀王）
- 元嘉（広陽懿烈王）

## 伝記資料
- 『魏書』巻18 列伝第6
- 『北史』巻16 列伝第4